# Mykola Olechtchouk
Mykola Mykolayovytch Olechtchouk, (en ukrainien : Микола Миколайович Олещук), né le 25 mai 1972 à Loutsk et commandant de la Force aérienne ukrainienne de 2021 à 2024.
Il est diplômé de l'École de radioélectronique aérienne de Jytomyr, de l'université militaire de Kharkiv (2004) et de l'université de la Défense nationale d'Ukraine à Kiev (2010). Après avoir servi comme officier dans la 160e brigade de missiles antiaériens de 2004 à 2006 (S-300), puis comme commandant de la brigade de 2006 à 2009, il a été successivement le chef d'état-major de la force aérienne, le chef d'état-major du commandement aérien Est, enfin le commandant de la force aérienne ukrainienne (à partir du 9 août 2021).
Il est limogé par le président Zelensky le 30 août 2024 à la suite du crash d'un F-16 et la mort de son pilote Oleksii Mes (uk), Anatoliy Kryvonojko devenant commandant par intérim.